# Ворсянка
Ворся́нка (лат. Dipsácus) — род травянистых растений подсемейства Ворсянковые (Dipsacoideae) семейства Жимолостные (Caprifoliaceae).

## Ботаническое описание

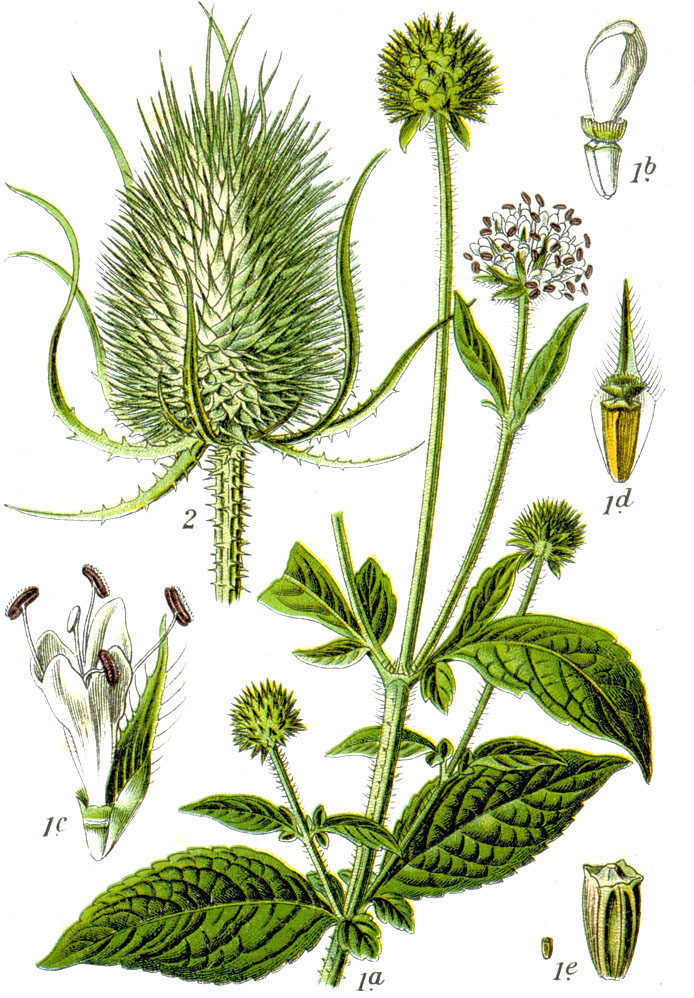
1. Dipsacus pilosus; 2. Dipsacus silvestris. Ботаническая иллюстрация Якоба Штурма из книги Deutschlands Flora in Abbildungen, 1796

Ворсянки — двулетние или многолетние крупные травянистые растения, высотой 1—2,5 м, с щетинисто-шиповатыми стеблями.
Цветки с блюдцевидной чашечкой и колючими прицветниками.
У некоторых видов Ворсянки стеблевые листья попарно срастаются, образуя чашевидное вместилище, в котором накапливается вода. Это вместилище служит ловушкой для насекомых, которые, попадая туда, вскоре погибают, затем гниют, превращая скопившуюся там воду в бурую вязкую жидкость, издающую неприятный запах. Этот запах отпугивает от цветков ворсянок похитителей их нектара.

## Распространение
Встречается в тропических и умеренных районах Евразии, в Средиземноморье и в тропической Африке.

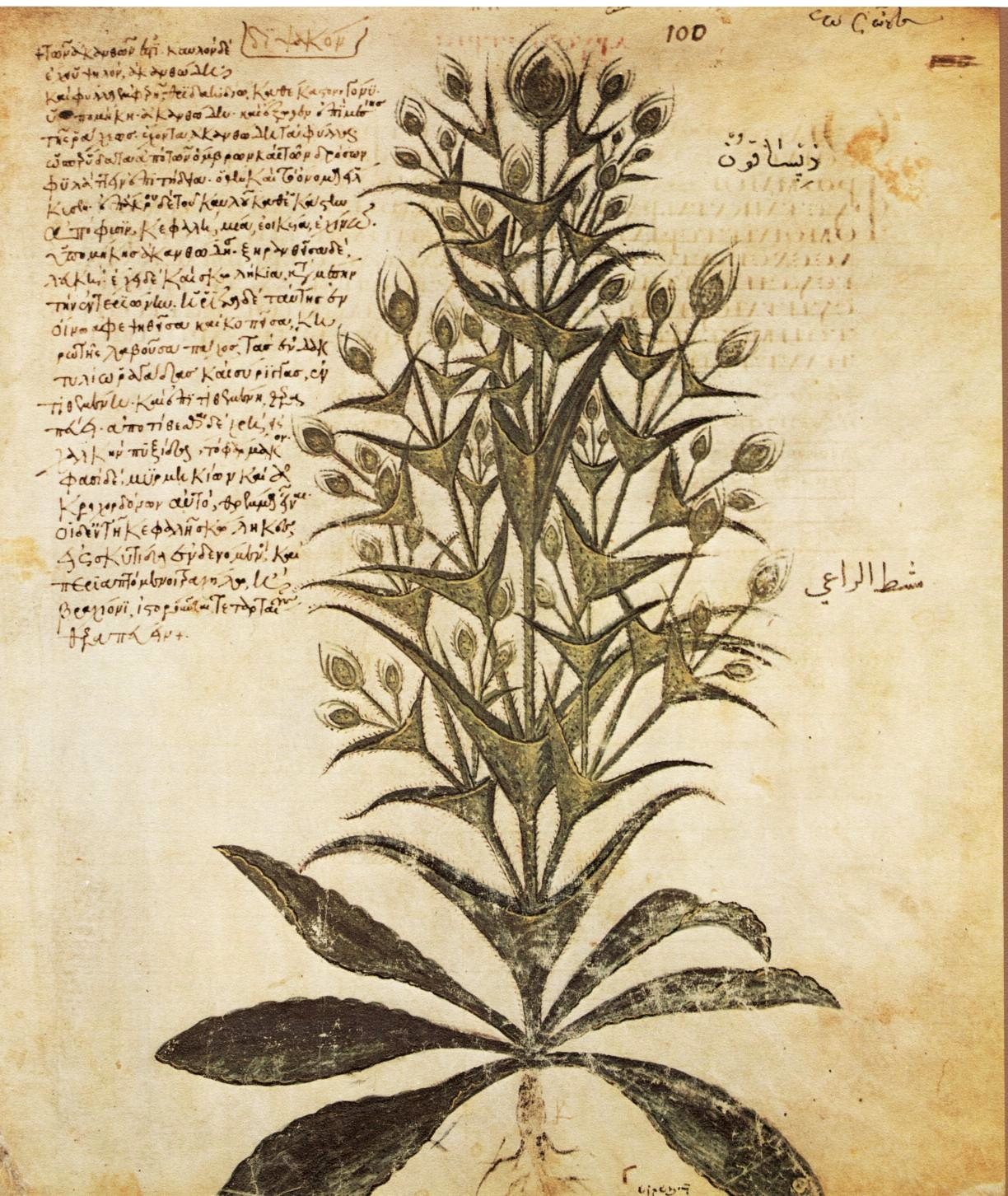
Ворсянка (Венский Диоскорид, Византия, VI век)

## Использование
Ворсянка посевная, прицветники которой представляют собой крепкие, упругие и эластичные чешуи, заострённые и книзу отогнутые взацеп, культивировалась в России, странах Европы и Америки. Её соплодия использовались для ворсования тканей. С началом применения в XX веке для этой цели металлических кард промышленное значение этого растения существенно уменьшилось.

## Классификация

### Таксономия
Dipsacus L., 1753, Sp. Pl. : 97
Род Ворсянка (Dipsacus) относится к семейству Жимолостные (Caprifoliaceae) порядка Ворсянкоцветные (Dipsacales). Кладограмма в соответствии с Системой APG IV по состоянию на декабрь 2023 года:
|  |                          |  |                                   |                                   |             |  | еще 1 семейство |              |              |                                                           |
|  |                          |  |                                   |                                   |             |  |                 |              |              | 23 подтвержденных вида и 6 видов, ожидающих подтверждения |
|  |                          |  |                                   | порядок Ворсянкоцветные           |             |  |                 |              | Ворсянка     |                                                           |
|  |                          |  |                                   | порядок Ворсянкоцветные           |             |  |                 |              | Ворсянка     |                                                           |
|  | клада Цветковые растения |  |                                   |                                   | Жимолостные |  |                 |              |              |                                                           |
|  | клада Цветковые растения |  |                                   |                                   |             |  |                 |              |              |                                                           |
|  |                          |  | ещё 63 порядка цветковых растений | ещё 63 порядка цветковых растений |             |  |                 | еще 28 родов | еще 28 родов |                                                           |
|  |                          |  |                                   | ещё 63 порядка цветковых растений |             |  |                 |              | еще 28 родов |                                                           |

### Виды
- Dipsacus asperoides C.Y.Cheng & T.M.Ai
- Dipsacus atratus Hook.f. & Thomson ex C.B.Clarke
- Dipsacus cephalarioides V.A.Matthews & Kupicha
- Dipsacus chinensis Batalin
- Dipsacus comosus Hoffmanns. & Link
- Dipsacus dipsacoides (Kar. & Kir.) V.I.Botsch.
- Dipsacus ferox Loisel. — Ворсянка дикая
- Dipsacus fullonum L.typus — Ворсянка суконная или Ворсянка лесная
- Dipsacus gmelinii M.Bieb. — Ворсянка Гмелина
- Dipsacus inermis Wall.
- Dipsacus japonicus Miq. — Ворсянка японская
- Dipsacus laciniatus L. — — Ворсянка разрезная
- Dipsacus leschenaultii Coult. ex DC.
- Dipsacus lijiangensis Ai & H.B.Chen
- Dipsacus narcisseanus Lawalrée
- Dipsacus pilosus L. — Ворсянка волосистая
- Dipsacus pinnatifidus Steud. ex A.Rich.
- Dipsacus pseudosylvestris Schur
- Dipsacus sativus (L.) Honck. — Ворсянка посевная, или Ворсянка возделываемая, или Ворсянка садовая
- Dipsacus strigosus Willd. ex Roem. & Schult. — Ворсянка щетинистая
- Dipsacus valsecchii Camarda
- Dipsacus walkeri Arn.
- Dipsacus xinjiangensis Y.K.Yang, J.K.Wu & T.Abdulla

### Синонимы
- Acaenops Schrad. ex Steud.
- Dipsacella Opiz
- Galedragon Gray
- Simenia Szabó
- Trichocephalum Schur
- Virga Hill

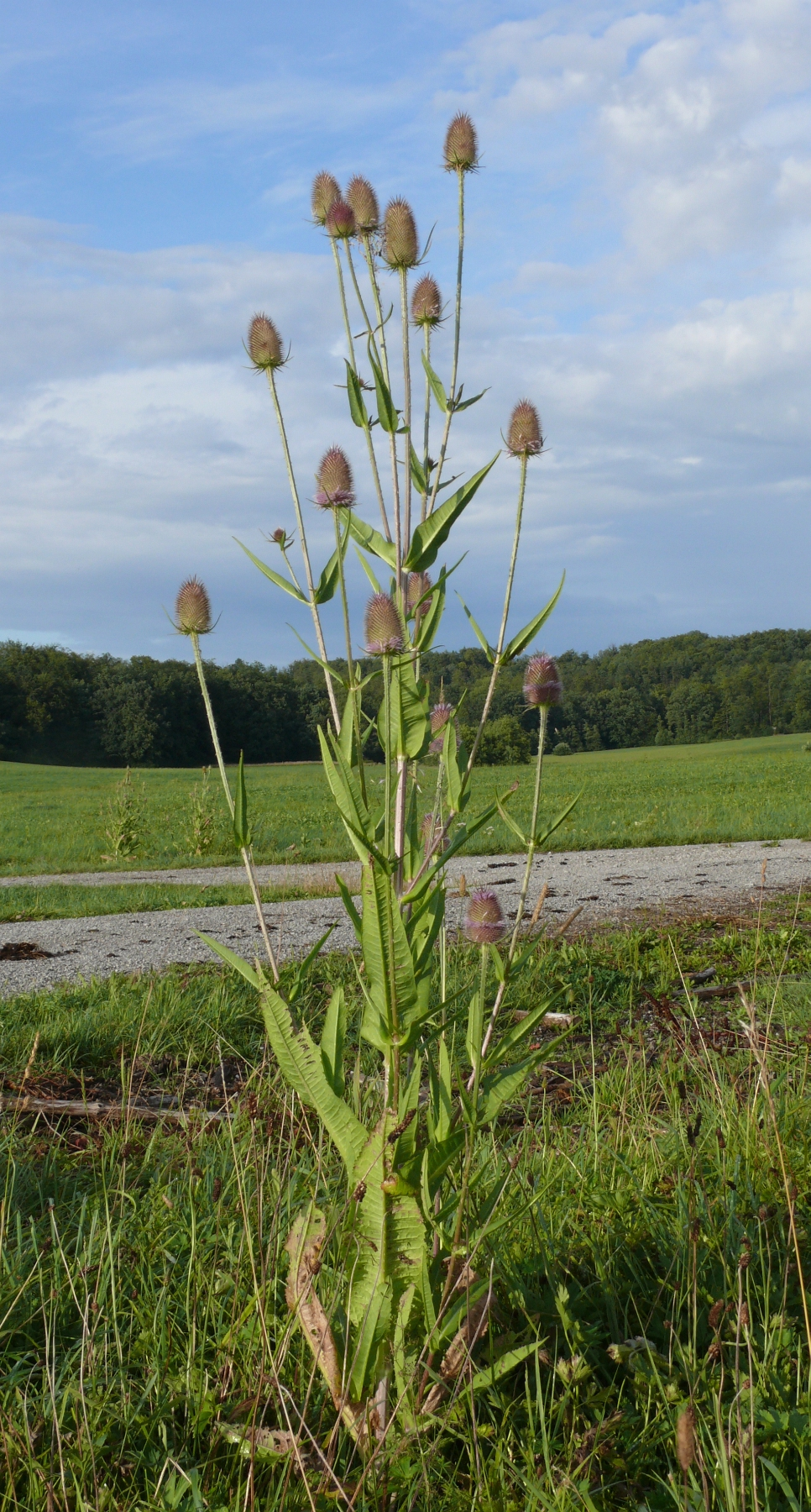
Dipsacus fullonum
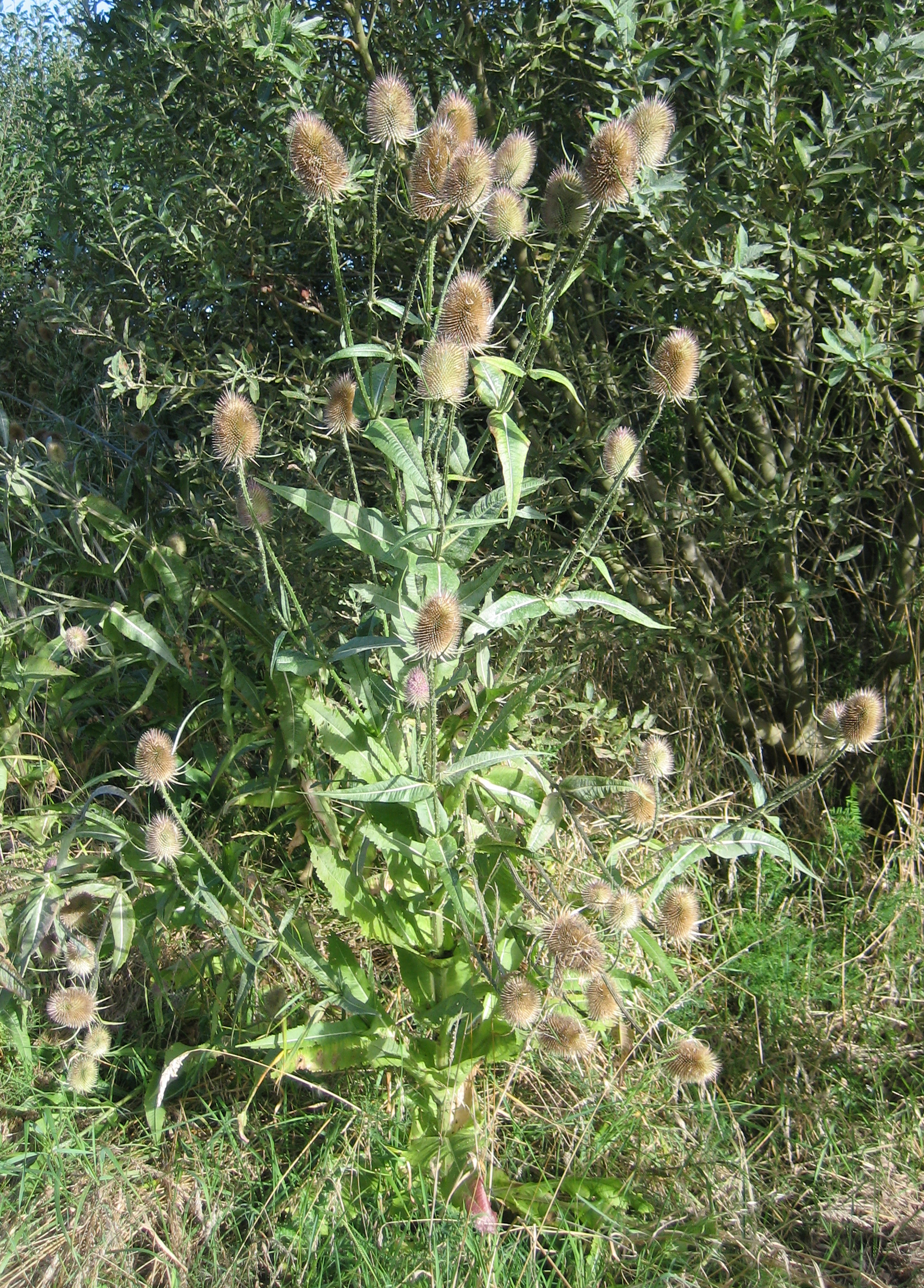
Dipsacus fullonum
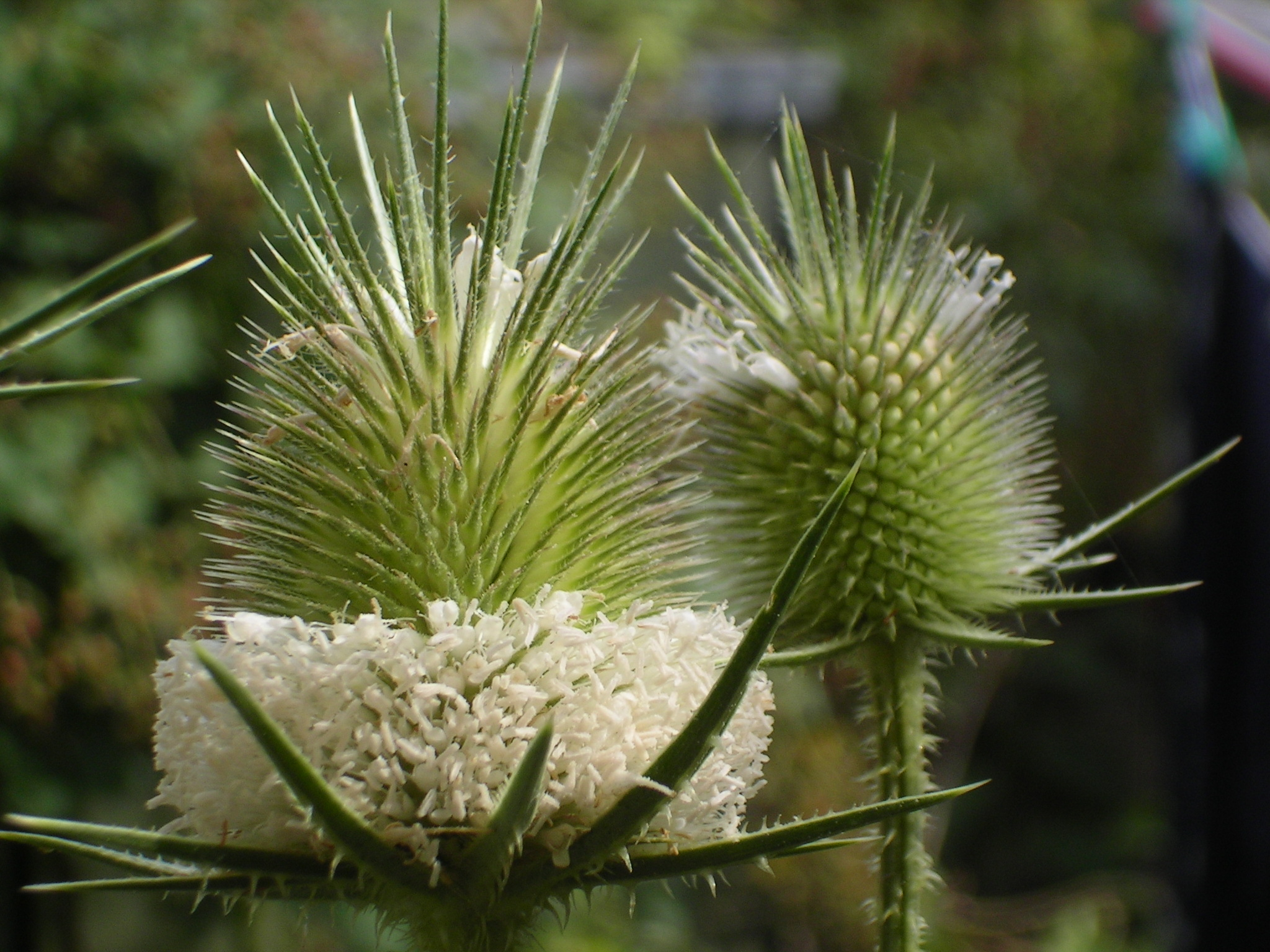
Dipsacus laciniatus
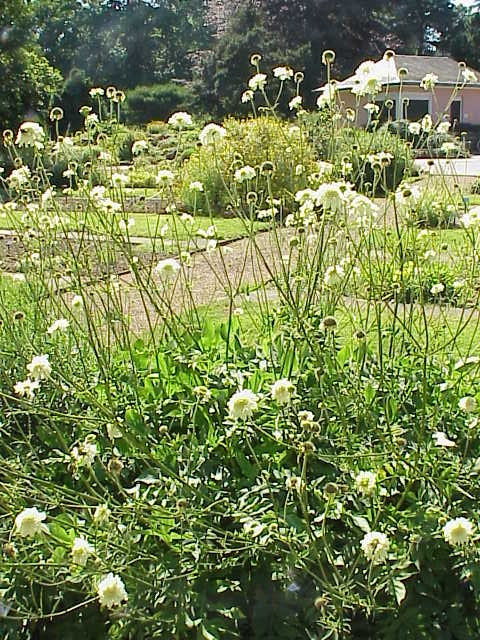
Dipsacus pilosus